# تری‌نیترامید
تری‌نیترامید (انگلیسی: Trinitramide) یک ترکیب اکسیژن با نیتروژن با فرمول N(NO2)3 است.